# Blankenbach
Blankenbach ist eine Gemeinde im unterfränkischen Landkreis Aschaffenburg und ein Mitglied der Verwaltungsgemeinschaft Schöllkrippen.

## Geographie

Gemeindegebiet von Blankenbach

Gemeindeteile und Gemarkungen von Blankenbach

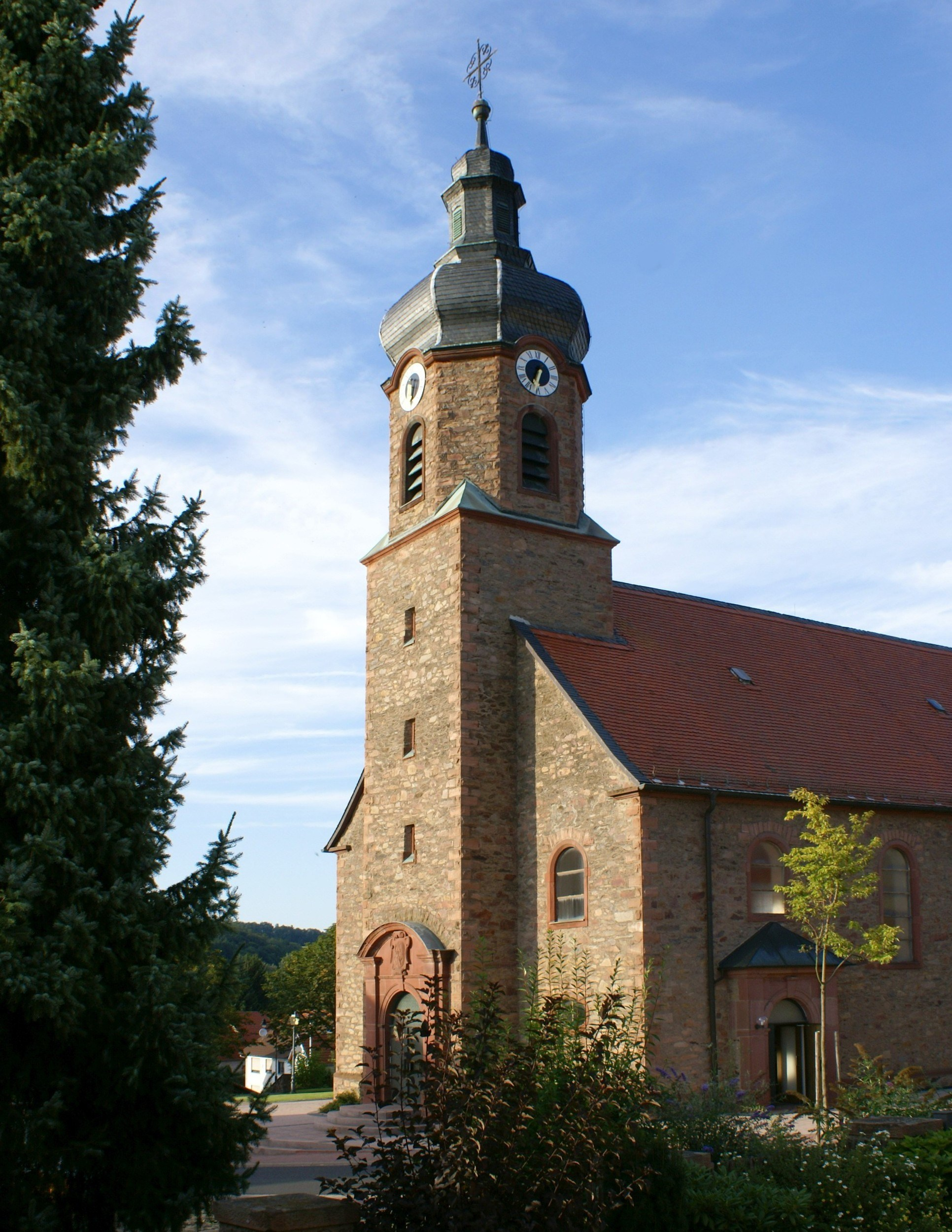
Katholische Filialkirche St. Kilian und St. Bonifatius

### Geographische Lage
Die Gemeinde liegt im Kahlgrund zwischen Schöllkrippen und Mömbris auf beiden Seiten der Kahl. Der Fluss trennt den Hauptort in Groß- und Kleinblankenbach. Der topographisch höchste Punkt der Gemeinde befindet sich östlich von Kleinblankenbach mit 315 m ü. NHN (Lage), der niedrigste liegt an der Kahl in der Nähe der Flederichsmühle auf 182 m ü. NHN (Lage).
Kleinblankenbach liegt auf der linken und südlichen Seite der Kahl an der Staatsstraße 2305. Südwestlich liegt das Dorf Erlenbach. Durch Kleinblankenbach fließt der Bach Blankenbach, der in der Nähe des Bahnhofes in die Kahl mündet. Höchster und niedrigster Punkt der Dorfgemarkung entsprechen denen der gesamten Gemeinde.
Großblankenbach liegt am rechten und nördlichen Ufer der Kahl an der Kreisstraße AB12, die nach Krombach führt. Durch Großblankenbach fließt der Bach Krombach. Der höchste Punkt der Dorfgemarkung befindet sich am Hasselberg, in der Nähe des Krombacher Sportplatzes mit 287 m ü. NN (Lage), der niedrigste liegt südwestlich des Ortes auf 186 m ü. NN (Lage). Durch Großblankenbach verlaufen der Kahltal-Spessart-Radweg und der Fränkische Marienweg.

### Gemeindegliederung
Es gibt zwei Gemarkungen:
| Gemarkung            | Einwohner | Fläche (ha) |
| -------------------- | --------- | ----------- |
| Großblankenbach      | 630       | 165         |
| Kleinblankenbach     | 913       | 230         |
| Gemeinde Blankenbach | 1543      | 395         |

Es gibt drei Gemeindeteile:
| Gemeindeteil     | Siedlungstyp | Höhe (m u. NHN) | Gemarkung        |
| ---------------- | ------------ | --------------- | ---------------- |
| Erlenbach        | Dorf         | 200             | Kleinblankenbach |
| Großblankenbach  | Dorf         | 220             | Großblankenbach  |
| Kleinblankenbach | Pfarrdorf    | 200             | Kleinblankenbach |

### Nachbargemeinden
|               | Gemeinde Krombach                           | Markt Schöllkrippen |
| Markt Mömbris | Kompassrose, die auf Nachbargemeinden zeigt | Gemeinde Sommerkahl |
|               | Markt Hösbach                               | Gemeinde Sailauf    |

## Name
Der Name Blankenbach leitet sich von dem gleichnamigen Bach Blankenbach ab, welcher der Kahl in Kleinblankenbach zufließt. Im Kahlgründer Dialekt wird der Ort Bloanggemich genannt.

## Geschichte
Die Gemeinden Großblankenbach und Kleinblankenbach gehörten zum Bezirksamt Alzenau, das am 1. Juli 1862 gebildet wurde. Dieses wurde am 1. Januar 1939 zum Landkreis Alzenau in Unterfranken.
Am 20. Januar 1966 schlossen sich die Gemeinden Großblankenbach und Kleinblankenbach, die rechts bzw. links der Kahl lagen, sowie das Dorf Erlenbach zur Gemeinde Blankenbach zusammen. Während Großblankenbach früher den Grafen von Schönborn gehörte, war Kleinblankenbach Bestandteil von Kurmainz.
Mit der Auflösung des Landkreises Alzenau in Unterfranken kam die Gemeinde Blankenbach am 1. Juli 1972 zum neu gebildeten Landkreis Aschaffenburg.

### Einwohnerentwicklung
Im Zeitraum 1988 bis 2018 stieg die Einwohnerzahl von 1310 auf 1505 um 195 Einwohner bzw. um 14,9 %. 2003 hatte die Gemeinde 1658 Einwohner.
Quelle: BayLfStat

## Politik

### Bürgermeister
Seit Mai 2008 ist Mattias Müller (CSU) Bürgermeister; er wurde am 15. März 2020 mit 93,3 % der Stimmen für weitere sechs Jahre gewählt.

### Gemeinderat
Der Gemeinderat Blankenbach hat (ohne Bürgermeister) 12 Mitglieder.
|      | CSU | FWG | Gesamt   |
| 2020 | 7   | 5   | 12 Sitze |

(Stand: Kommunalwahl am 15. März 2020).
In der Amtszeit 2014 bis 2020 hatte die CSU ebenfalls 7 Sitze; die FWG war mit 2 Mandaten vertreten. Die SPD stellte 3 Ratsmitglieder.

### Wappen
| Wappen von Blankenbach | Blasonierung: „In Rot eine silberne Wellenleiste, darüber ein sechsspeichiges silbernes Rad, unten ein doppelschwänziger, blau gekrönter goldener Löwe, der über drei gesenkte silberne Spitzen schreitet.“ |
| Wappen von Blankenbach | Wappenbegründung: Die Gemeinde Blankenbach entstand 1966 durch den Zusammenschluss der bisher selbständigen Gemeinden Großblankenbach und Kleinblankenbach, die rechts bzw. links der Kahl liegen. Die Kahl trennt die beiden Orte, was im Wappen durch die silberne Wellenleiste symbolisiert wird, Der Fluss bildete bis in das 19. Jahrhundert die Grenze von zwei Herrschaftsbereichen, Großblankenbach gehörte zur Herrschaft der Grafen Schönborn, was im Wappen durch den Löwen aus dem Familienwappen der Schönborn dargestellt wird. Diese verwalteten die Gemeinde für das Erzbistum Würzburg, worauf die drei silbernen Spitzen aus dem Würzburger Wappen (der fränkische Rechen) hinweisen. Das sechsspeichige silberne Rad (das Mainzer Rad) weist auf die Herrschaft von Kurmainz über Kleinblankenbach hin. Mit dem Wappen ist ein beziehungsvolles kommunales Hoheitszeichen entstanden. Das Wappen wird seit Mai 1967 geführt. |

## Sportvereine und Sportanlagen
Der TV 1926 Blankenbach ist der größte Verein in der Gemeinde Blankenbach. Über 700 Mitglieder betätigen sich in den Sportarten Volleyball, Fußball, Turnen und Erwachsenenfitness.
Der Tennisclub Blankenbach besitzt 3 Tennisplätze.

## Kultur und Sehenswürdigkeiten

### Kulinarische Spezialitäten
Die Blankenbacher Keltereien und der Blankenbacher Apfelwein sind weit über die Grenzen des Kahlgrundes hinaus bekannt und blicken auf eine lange Tradition zurück.

## Wirtschaft und Infrastruktur
Für die Kalkbrennerei, die nach 1900 an der Bahnstrecke Kahl–Schöllkrippen entstand, wurde mit Hilfe einer Drahtseilbahn aus den Kalksteingruben von Sommerkahl und Eichenberg das Material herbeigeholt.

## Kurioses
Ein Bürger von Kleinblankenbach soll durch einen Meineid in den Besitz eines Waldgrundstücks gekommen sein. Er konnte keine Ruhe finden und soll heute noch dort umgehen und die Leute mit seinem „Häh, häh, hopp“ erschrecken. In den Nachbarorten nannte und nennt man die Blankenbacher mit Spitznamen (Ortsnecknamen) „Hämännchen“.